# 钝叶黑面神
钝叶黑面神（学名：Breynia retusa）为大戟科黑面神属下的一个种。